# Nadaun
Nadaun es un pueblo y nagar Panchayat  situada en el distrito de Hamirpur,  en el estado de Himachal Pradesh (India). Su población es de 4430 habitantes (2011). 

## Demografía
Según el censo de 2011 la población de Nadaun era de 4430 habitantes, de los cuales 2266 eran hombres y 2164 eran mujeres. Nadaun tiene una tasa media de alfabetización del 92,25%, superior a la media estatal del 82,80%: la alfabetización masculina es del 95,67%, y la alfabetización femenina del 88,72%.